# رابرت فرانسیس (شاعر)
رابرت فرانسیس (انگلیسی: Robert Francis؛ ۱۲ اوت ۱۹۰۱ – ۱۳ ژوئیهٔ ۱۹۸۷) شاعر آمریکایی زاده آپلند در ایالت پنسیلوانیا بود. او برای تحصیل به دانشگاه هاروارد رفت و بیش از شصت سال از عمرش را در خانه‌ای در نزدیکی شهر امهرست گذراند. با این حال، او در سرتاسر آمریکا در دانشگاه‌ها و کارگاه‌ها تدریس کرد. شاعر آمریکایی، رابرت فراست، گفت که او «در میان شاعران بزرگ نادیده‌گرفته‌شده بزرگ‌ترین است».